# کدینگ (وبگاه)
کدینگ (به انگلیسی: Koding) که در گذشته با نام کدینگدن (Kodingen) شناخته می‌شد، یک محیط توسعه است که توسط شرکت کدینگ راه‌اندازی شده‌است. در این محیط به توسعه‌دهندگان نرم‌افزار اجازه داده می‌شود تا در محیط مرورگر و بدون نیاز به نصب هرگونه نرم‌افزاری با همکاری هم اقدام به ایجاد، توسعه و تست بسته‌های نرم‌افزاری بنمایند. این محیط از زبان‌های برنامه‌نویسی مختلفی از جمله پایتون، جاوا، پرل، نود.جی‌اس، روبی، سی، سی++، پی‌اچ‌پی و زبان گو پشتیبانی می‌کند.